# ستيوارت ووكر
 ستيوارت ووكر  (بالإنجليزية: Stuart Walker)‏ (9 يناير، 1951) هو حارس مرمى كرة قدم إنجليزي سابق.
لعب مبارتين اثنتين فقط لصالح نادي يورك قبل أن يعود إلى نادي مارين).
ووكر حاليا في ولايته الثانية كفيزيائي في استون فيلا، وقد سبق أن عمل في ظل المدير السابق فيلا جون غريغوري. ووكر عملت سابقا في لعبة الركبي للجامعة، قبل العمل لاندية كرة القدم الأخرى بما فيها ساندرلاند اف سي، مدينة تشيستر اف سي وديربي مقاطعة اف سي.